# Dépôt de Berlin-Rummelsbourg
À ne pas confondre avec la gare de Berlin-Rummelsbourg
Le dépôt de Berlin-Rummelsbourg (Betriebsbahnhof Berlin-Rummelsburg) est un dépôt ferroviaire de la Deutsche Bahn et une gare de S-Bahn situé dans le quartier de Rummelsbourg dans l'arrondissement de Lichtenberg à Berlin. Le dépôt est utilisé comme voie de garage et site de maintenance pour les ICE de la Deutsche Bahn.
Le dépôt de Rummelsbourg fait aussi office de gare voyageurs pour la ligne 3 du S-Bahn de Berlin. Les passagers ne peuvent cependant pas accéder au reste du technicentre.
La gare a été mise en service en 1879 en tant que gare de triage. La gare de S-Bahn n'a cependant pas été ouverte avant le 5 janvier 1948.

## La gare de S-Bahn
La halte de S-Bahn est classé comme une gare de catégorie 4. Elle est desservie par la ligne 3 du S-Bahn de Berlin. Elle se situe en zone B, à 1,5 km au sud de la gare de Berlin-Rummelsbourg et à 2,5 km au nord de la gare de Berlin-Karlshorst.
Elle est accessible non pas avec un ascenseur standard, mais avec un hecto qui permet non seulement une remontée et descente verticale, mais également un transport horizontal au-dessus des voies. Il a été développé par l'entreprise Schmid-Maschinenbau siégeant à Sonnenbühl.

## Le technicentre ICE

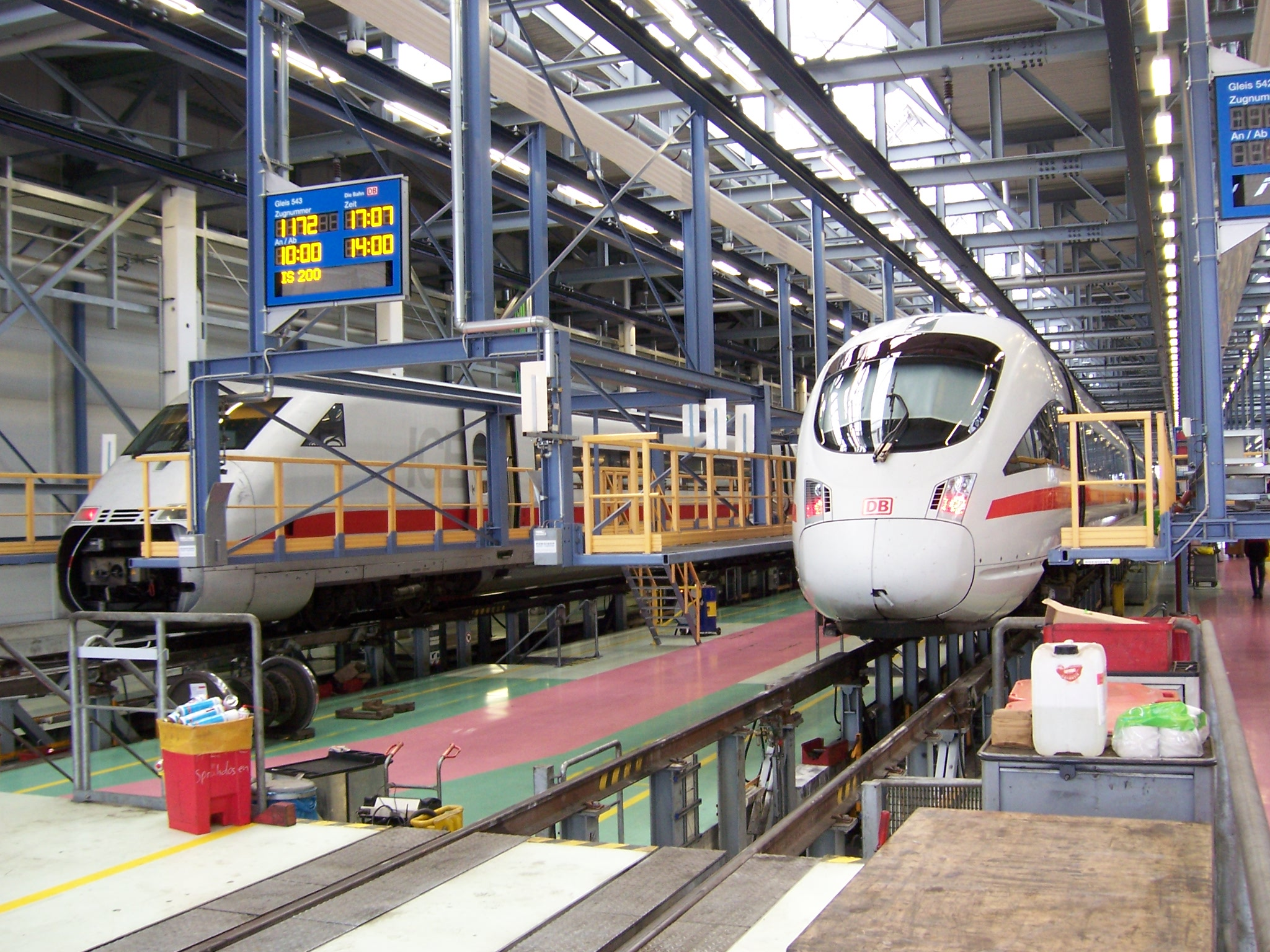
Deux ICE au technicentre de Rummelsbourg.

Le technicentre InterCity-Express de Rummelsbourg a été ouvert en 1998 consécutivement à la restauration du Stadtbahn. Les ateliers et les faisceaux de voies recouvrent un espace de 2 kilomètres de long et d'environ 400 mètres de large. En 2002, le site s'est étendu avec cinq voies de garage supplémentaires.
La restauration et l'aménagement du dépôt est prévue dans les années 2010. Le hangar central devrait être reconstruit. L'atelier des locomotives et le grand dépôt de wagons devraient être agrandi et trois quais de maintenance construits. La passerelle entre la gare de s-bahn et le technicentre devrait être également aménagée. L'atelier de nettoyage externe a été agrandi en 2013, pour permettre le dégivrage d'un ICE 2 entier de 205 m. de long. En l'espace de 24h, 6 ICE peuvent être remis en état .
Le dépôt se situe au sud de la gare de s-bahn. Une ligne le relie à la gare de Berlin Frankfurter Allee en passant sur un pont au-dessus de la ligne de s-Bahn. Une autre ligne ferroviaire assure la liaison avec Berlin-Kaulsdorf, la VnK, soit Verbindung nach Kaulsdorf en allemand.

## Historique
Le site a été utilisé vers 1867 comme enclos pour du bétail, avant que les Chemins de fer d'État de la Prusse ne décide d'y implanter en 1875 une gare de triage pour les trains de fret circulant sur la ligne de petite ceinture de Berlin nouvellement créée. C'est la première gare de ce type à Berlin. Les premiers faisceaux de triage sont mis en service le 1er septembre 1879. Deux voies sont construites à l'ouest du triage pour assurer le raccordement à la petite ceinture.
En 1902, la ligne ferroviaire silésienne est augmentée de deux double-voies, bien que les trains de banlieue circulent, comme aujourd'hui sur la voie ferrée passant sur le flanc nord de la gare. En 1914, la gare de tri s'étend avec un dépôt et un centre de maintenance pour les trains voyageurs. Une halte est construite pour les lignes de banlieue, quoique d'abord réservée aux employés des chemins de fer. L'électrification des voies a lieu le 11 juillet 1928. Les trains voyageurs de banlieue prennent le nom de S-Bahn le 1er décembre 1930.
Pendant le troisième Reich, les nazis avaient pour ambition de réorganiser et d'agrandir les infrastructures ferroviaires dans le cadre de la Welthauptstadt Germania. Il était prévu que le dépôt de Rummelsbourg devienne un grand complexe de triage pour une gare de l'est à proximité d'Ostkreuz qui n'a jamais vu le jour. Aucuns travaux n'ont cependant été entrepris pour concrétiser ce projet.
Le 5 janvier 1948, la halte sur la ligne de S-Bahn est ouverte au public. Dans les années 1970, le triage est progressivement abandonné et le site sert uniquement pour des voies de garage. À partir de 1980, le site est utilisé comme technicentre pour les trains en transit entre Berlin-Ouest et la République fédérale, qui est inauguré le 15 décembre 1983. La modernisation du dépôt est co-financé par Berlin-Ouest à la suite de l'accord est-ouest sur le transit de 1972.

## Intermodalité
La station ne dispose d'aucun mode de correspondance pour les voyageurs.